# Magharibi
Magharibi of Western was een provincie van Kenia. De hoofdstad was Kakamega en de provincie heeft 3.358.776 inwoners (1999). De provincies zijn met de invoering van county's vervallen als bestuurlijke indeling van Kenia.

## Geografie
De provincie ligt, zoals de al naam al zegt, in het uiterste westen van Kenia, tegen de grens van Oeganda. De provincie grenst voor klein deel aan het Victoriameer en de overige Keniaanse provincies Nyanza in het zuiden en Bonde la Ufa (Rift Valley) in het oosten.
De provincie herbergt de op een na hoogste berg van Kenia, Mount Elgon, tegen de grens van Oeganda in het district Bungoma. Nationale parken en natuurreservaten in de provincie zijn het Nationaal park Mount Elgon en het Natuurreservaat Kakamega Forest.
Naast de hoofdstad Kakamega, zijn andere belangrijke steden Bungoma, Busia en Mumias.

## Bevolking
De provincie wordt hoofdzakelijk bewoond door de Luhya. De provincie herbergt een relatief grote concentratie aan Quakers.

## County's
| Code | County   | Oppervlakte (km2) | Aantal inwoners Census 2009 | Hoofdstad |
| ---- | -------- | ----------------- | --------------------------- | --------- |
| 37   | Kakamega | 3033,8            | 1.660.651                   | Kakamega  |
| 38   | Vihiga   | 531,3             | 554.622                     | Vihiga    |
| 39   | Bungoma  | 2206,9            | 1.375.063                   | Bungoma   |
| 40   | Busia    | 1628,4            | 743.946                     | Busia     |
|      | Totaal   | 7400,4            | 4.334.202                   | -         |

## Districten
- Bungoma
- Busia
- Butere-Mumias
- Kakamega
- Lugari
- Mount Elgon
- Teso
- Vihiga